# UÇK
UÇK (alb. Ushtria Çlirimtare e Kosovës – pol. Armia Wyzwolenia Kosowa) – albańska zbrojna organizacja partyzancka działająca na terenie Kosowa. Swe powstanie zasygnalizowała pod koniec 1992 r. Po raz pierwszy do przeprowadzonego przez siebie zamachu UÇK przyznała się 11 lutego 1996, podczas serii pięciu zamachów bombowych na obozy serbskich uchodźców z Krajiny. W 1998 rozpoczęła walki z siłami rządowymi oraz rozpoczęła prześladowania serbskiej ludności cywilnej i tych Albańczyków, którzy nie popierali UÇK.

## Geneza
Albańczycy w Kosowie przez długi czas na represje ze strony Belgradu, za swe dążenia do secesji, odpowiadali nieposłuszeństwem obywatelskim, ale bez większych rezultatów. Po kolejnych wystąpieniach albańskiej ludności w maju 1980 władze w Belgradzie odpowiedziały surowymi represjami, brutalnie tłumiąc demonstracje i przeprowadzając liczne aresztowania. W latach 1981–1983 jugosłowiański wymiar sprawiedliwości skazał tysiące osób na kary długoletniego więzienia. Aby uniknąć represji ze strony władz, część ówczesnych bojowników udała się na emigrację. Wstępowali tam do różnych organizacji utrzymujących kontakty z mafią kosowską, albańską w Europie Zachodniej.
W lutym 1982 r. albańscy bojownicy będący zwolennikami Envera Hodży założyli w Turcji Ruch na Rzecz Albańskiej Republiki Jugosłowiańskiej (LRSKJ). Powstał on w wyniku połączenia się czterech małych ugrupowań: Frontu Ludowego, Jugosłowiańskiej Marksistowsko-Leninowskiej Partii Komunistycznej, Ruchu na Rzecz Wyzwolenia Kosowa i Okupowanych Terytoriów Albańskich oraz Organizacji Marksistowsko-Leninowskiej Kosowa. Rok później część bojowników, przekonanych o konieczności wywołania wojny w Serbii dokonała secesji, by utworzyć Ruch Narodowy na Rzecz Wyzwolenia Kosowa (Lëvizja Kombëtare për Çlirimin e Kosovës – LKÇK). Między lutym 1981 r. a marcem 1982 r. pierwsi kosowscy bojownicy zabili w Brukseli trzech Jugosłowian, a od listopada 1982 do marca 1984 r. dokonali dziewięciu zamachów bombowych w Prisztinie. Reakcja jugosłowiańskiej instytucji SDB była brutalna. W latach 1982–1989 zostało aresztowanych 12 tys. Albańczyków z Kosowa, oskarżonych o przynależność do organizacji podziemnych.
W 1985 r. LRSKJ przekształcił się w Ruch na Rzecz Ludowej Republiki Kosowa (LRPK), co wskazuje na niepodległościowy i antyjugosłowiański charakter organizacji. Po proklamowaniu przez Ibrahima Rugovę Republiki Kosowa – uznawanej tylko przez władzę w Tiranie – LRPK zmieniła w 1993 r. swą nazwę na Ludowy Ruch Kosowa (LPK). Jej członkiem był także swego czasu Hashim Thaçi, późniejszy lider UÇK. Ludowy Ruch Kosowa (LPK), słabo reprezentowany w terenie, zdołał pozyskać jednak wpływy na emigracji w Szwajcarii, Niemczech i Belgii.
Pod koniec 1992 r. po raz pierwszy swe powstanie zasygnalizowała Armia Wyzwolenia Kosowa (UÇK), ale Ibrahim Rugova oficjalnie powątpiewał w jej istnienie aż do końca 1997 r. Przez trzy lata organizacja ta, mająca podwójne kierownictwo: w Prisztinie i Szwajcarii, rozbudowywała się w oparciu o bojowników Ludowego Ruchu Kosowa (LPK).
Po raz pierwszy do przeprowadzonego zamachu UÇK przyznała się 11 lutego 1996 r., podczas serii pięciu zamachów bombowych na obozy serbskich uchodźców z Krajiny. Dwa miesiące później doszło do zamordowania ośmiu serbskich policjantów w cywilu.

## Działalność

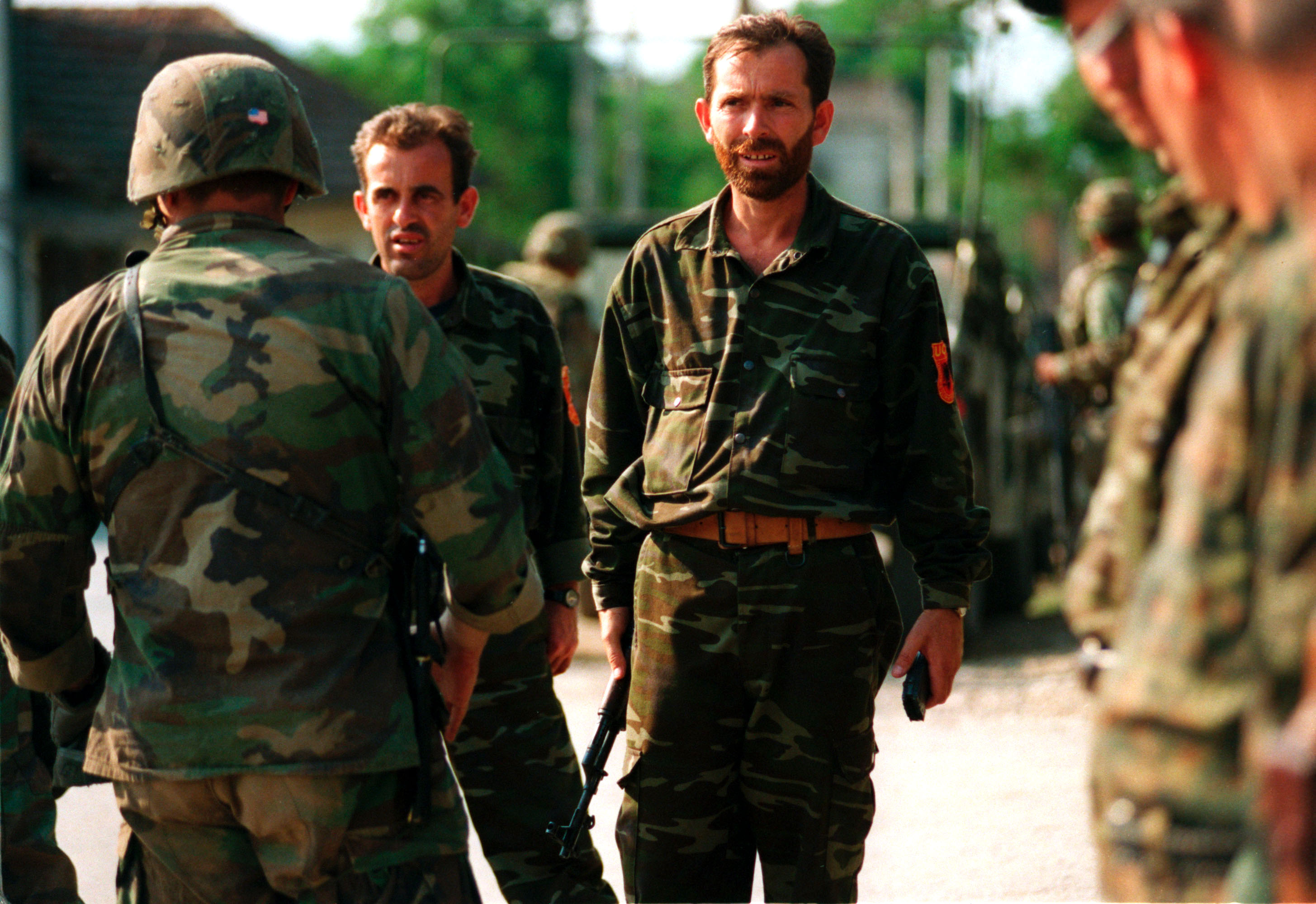
Członkowie UÇK spotykają żołnierzy Stanów Zjednoczonych

Na początku swojej działalności UÇK miała charakter słabo zorganizowanej, partyzanckiej armii. Miała ona poziomą strukturę dowodzenia. Ibrahim Rugova dziesięć lat powtarzał, że partyzantka nie zda w Kosowie egzaminu. Serbskie akty przemocy w oczach zwolenników partyzanckiej wojny o niepodległość, wzmacniały jednak pozycję UÇK, także na arenie międzynarodowej. UÇK działała w myśl polityki „im gorzej, tym lepiej”.
Struktura społeczna Kosowa, podobnie jak w północnej Albanii, opierała się na systemie klanowym. Z tego powodu w 1996 r. UÇK prowadziła werbunek właśnie wśród klanów. Zapewniając sobie przychylność ich przywódców, organizacja zyskała solidną bazę lokalną. Pierwszych partyzantów wyszkolili dla UÇK mówiący po albańsku oficerowie wojska i policji jugosłowiańskiej, którzy w latach 1991–1992 zdezerterowali, by zaciągnąć się do armii chorwackiej lub słoweńskiej.
W latach 1996–1997 w masywie Mirdita w północnej Albanii powstały pierwsze ośrodki szkoleniowe. Organizację dyskretnie popierały nowe albańskie służby specjalne (SHIK), a później również prezydent Sali Berisha. Po złożeniu urzędu późną wiosną 1997 r. Berisha otwarcie udostępnił kosowskim bojownikom swoją posiadłość w Tropoje. Podziemna armia miała również rezerwy w zachodniej Macedonii, gdzie skupiała się albańska mniejszość. We wsiach na granicy albańsko-macedońskiej, wokół Gostivaru, Debaru i Velesty, znajdowały się liczne magazyny broni, żywności i lekarstw.
Rok 1997 przyniósł wzmocnienie organizacji, a jej liczebność wzrosła do kilkuset osób. W ciągu tego roku UÇK przeprowadziła 17 zamachów bombowych w Kosowie i jeden w Macedonii. Dzięki kontaktom z klanami była świetnie poinformowana i regularnie usuwała zdrajców, zwłaszcza szpiegów będących na usługach serbskich służb specjalnych. Po raz pierwszy publicznie bojownicy UÇK pokazali się 28 listopada 1997 r. podczas pogrzebu nauczyciela poległego w bitwie z policją serbską.
Do wiosny 1997 r. UÇK w swych działaniach cechowała daleko idąca ostrożność, która zostaje zarzucona dopiero w efekcie wydarzeń, jakie miały wtedy miejsce w Albanii. Z wojskowych i policyjnych magazynów zrabowane zostało wtedy setki tysięcy sztuk broni, z których znaczna część sprzedana została następnie po niskiej cenie do Kosowa. Była to jednak broń złej jakości, której wobec braku odpowiedniej konserwacji i braku części zapasowych starczyło tylko do pierwszych walk w 1998 r.
Na początku stycznia 1998 r. UÇK ogłosiło, że przenosi wojnę do Macedonii. Oznaczało to, że celem walki UÇK było już nie tylko samo Kosowo, ale utworzenie Wielkiej Albanii, obejmującej tereny zamieszkiwane przez ludność albańską, czyli Kosowo, Macedonia, południowa część Czarnogóry i oczywiście sama Albania.
W 1998 r. UÇK podzielona była w strukturach zbrojnych na trzy grupy skupione w:
- Drenicy (pragmatycy) – gdzie grupa była najmniej zideologizowana od pozostałych, lecz nie miała zdolnych dowódców ani odpowiedniego zaplecza. Dlatego też armii jugosłowiańskiej było łatwo ją pokonać w trakcie walk prowadzonych wiosną 1998 r.
- Okolice Mališeva (maoiści) – grupa ta miała kilku zdolnych przywódców, którzy jednak rywalizowali ze sobą, a na dodatek żywa była jeszcze wśród nich ideologia maoistowska. Skutecznie zrazili do siebie Zachód, oznajmiając, że dążą do odbudowy Wielkiej Albanii.
- Region Djakovicy (partyzanci) – grupa ta miała utworzyć i ochraniać kanały komunikacyjne i aprowizacyjne z Albanii na północ. Mimo posiadania zdolnych dowódców i stosunkowo znacznych środków grupa nie wywiązała się z tego zadania.

Gdy w połowie lutego 1998 r. w Drenicy wybuchła rebelia, UÇK rozpoczęła pierwszą wielką ofensywę i w parę miesięcy udało się jej uzyskać kontrolę nad co najmniej 30 procent terytorium Kosowa. We wsiach kontrolowanych UÇK zabroniło działalności partii politycznych, zaczynało prześladować mniejszość serbską, cygańską i gorańską. Ponieważ chciała uchodzić za najpoważniejszą siłę polityczną, wypowiadała się przeciw Rugovie, jego Demokratycznej Lidze Kosowa i kosowskiemu parlamentowi. 13 czerwca 1998 r. został powołany rzecznik prasowy UÇK, a 13 sierpnia utworzony został „komitet polityczny”.
Po serii zwycięstw nadeszła jednak od końca czerwca 1998 r. seria porażek. Serbowie odbijali z rąk UÇK kolejne wioski, a ich mieszkańcy zmuszani byli do opuszczania swych siedzib. Pod koniec lata 1998 r. powołana zostaje konkurencyjna wobec UÇK milicja. USA życzyły sobie formacji bojowej, którą dałoby się łatwiej pokierować. Dzięki saudyjskim pieniądzom i tureckiemu wsparciu pod przywództwem Rugovy powstała tzw. Zbrojna Siła Republiki Kosowskiej (FARK).
Gdy 13 października 1998 r. Richard Holbrooke wymusił na Miloszeviciu podpisanie porozumienia w sprawie Kosowa doszło do oficjalnego zawieszenia broni. Jeden z ważniejszych punktów porozumienia przewidywał opuszczenie przez wojska serbskie zajmowanych pozycji pod groźbą nalotów NATO. Kiedy wojska te powoli opuszczały prowincję, UÇK uciekała się do rozmaitych prowokacji: zatrzymywała członków kierownictwa LDK, zajmowała opuszczane przez Serbów pozycje, wreszcie w grudniu 1998 r. znowu podjęła walkę.
W tym okresie dyplomaci amerykańscy nawiązali kontakty z przywódcami partyzantki, co zresztą nie zatrzymywało serbskich ataków ani represji. Na konferencję w Rambouillet 6 lutego 1999 r. kosowscy Albańczycy pojechali podzieleni. Prędko zaczął też dominować jeden z członków delegacji Hashim Thaçi, odpowiedzialny w UÇK za wywiad. Pod koniec rozmów ogłosił on chęć utworzenia nowego rządu Kosowa, który miałby zastąpić rząd utworzony przez Rugovę w 1992 r. i ogłosił się jego premierem, rozpoczynając tym samym kryzys polityczny wśród samych Albańczyków. W międzyczasie poszerzyło się kierownictwo UÇK, a „zarząd polityczny” zwiększył liczbę swoich członków z sześciu do ośmiu osób. Sztabem generalnym od 24 lutego 1999 r. kierował Sylejman Selimi, bratanek przywódcy jednego z liczących się klanów, a w jego skład wchodziło dwóch dowódców ds. planów operacyjnych (Rexhep Selimi i Bislim Zyrapi), pięciu dowódców stref i pięciu kierowników pionów.
Liczebność UÇK z tego okresu nie jest dokładnie znana, ale opierając się na danych amerykańskich oceniono, że 24 marca 1999 posiadała ona od 8–10 tys. uzbrojonych członków. Zmieniało się również uzbrojenie wojska, które w pierwszym okresie swej aktywnej działalności składało się głównie z broni pochodzenia albańskiego zrabowanej podczas zamieszek w 1997 r. Z czasem na wyposażeniu UÇK znalazła się bardziej nowoczesna broń różnego pochodzenia, jak np. amerykańskie M-16, ręczne wyrzutnie rakiet przeciwlotniczych typu Stinger, izraelskie pistolety maszynowe Uzi, rosyjskie ręczne wyrzutnie przeciwpancerne, a także nowa broń pochodzenia singapurskiego i chińskiego. W przeddzień wznowienia negocjacji w Paryżu, przewidzianych na 15 marca, w południowym i północnym Kosowie wybuchły walki. Gdy 22 marca siły serbskie rozpoczęły potężną ofensywę, a 24 marca rozpoczęły się naloty NATO na Jugosławię, sztab generalny UÇK doszedł do wniosku, że nadszedł ten długo oczekiwany „wielki moment” i że może liczyć na pomoc Zachodu. Albańczycy doznali jednak rozczarowania, tym bardziej że wojska jugosłowiańskie wypędzają z Kosowa mieszkańców, pozbawiając tym samym partyzantów wsparcia ludności, zwłaszcza w okolicach, które Belgrad chciałby zatrzymać dla siebie w razie podziału regionu.
W czasie walk z armią FRJ część sił albańskich dość szybko została rozbita (brygada północno-wschodnia i południowa) i zepchnięta głównie w kierunku granicy z Albanią i Macedonią. Przepędzona z większości terytorium UÇK skupiła się na północnym zachodzie Kosowa, przy granicy z Czarnogórą i Albanią. Prowadząc uporczywe walki obronne, czekając na przybycie dostaw broni czy wręcz na przybycie żołnierzy NATO poniosła ona znaczne straty i ostatecznie zmuszona została do opuszczenia części zajmowanego jeszcze terytorium. Straty UÇK poniesione w walkach starano się w pierwszym rzędzie uzupełnić poprzez przymusowy pobór wśród ludności cywilnej uchodzącej z Kosowa. UÇK ogłosiła również mobilizację wszystkich mężczyzn w wieku od 18–50 lat, znajdujących się za granicą. Zwolnieni od tego obowiązku zostali jedyni żywiciele rodzin i osoby posiadające pracę, ale po to, by finansować walkę. Ocenia się, iż w ciągu półtora miesiąca z Zachodu przyjechało 20 tys. ochotników. Oprócz wojskowej obowiązywała również mobilizacja finansowa. Kosowska emigracja we Francji wysłała 200 ochotników, a ci, którzy pracowali, musieli odprowadzać połowę swoich zarobków na potrzeby UÇK.
UÇK przeszła wyraźną przemianę od momentu powstania. W czasie walk z siłami serbskimi znacznie rozszerzyła się baza społeczna UÇK. Rola, jaką przyszło jej pełnić w czasie wojny, sprawiła, że również po jej zakończeniu UÇK stanowiło ważny element w polityce NATO ustanawiającej nowy porządek w tej części Bałkanów.

### Oskarżenia o handel narkotykami
W 1998 roku Departament Stanu USA ogłosił, iż działalność UÇK ma charakter terrorystyczny i jest finansowana z międzynarodowego handlu heroiną oraz pożyczek z krajów islamskich, m.in. od Usamy ibn Ladina.
Również według amerykańskiej Drug Enforcement Administration UÇK było zaangażowane w środkowo-wschodni kartel narkotykowy. Oświadczenia te nie spowodowały zaprzestania zbrojenia i szkolenia członków tej organizacji przez USA i wspierania jej przez wojska NATO.